# Lack of Limits
Lack of Limits ist eine Folk-Rock-Band aus Oldenburg. Bisher hat die Gruppe fünf Studio-Alben, zwei Live-CDs und eine DVD herausgebracht. Lack of Limits gab etwa 1000 Konzerte in Deutschland und Europa (Stand Februar 2016). Die Musik enthält neben der Folkmusik auch Stilelemente der Musikrichtungen Ska, Reggae, Blues, Funk, Rock und Weltmusik.

## Diskografie
Alben
- 1998: Geigentanz
- 2000: DoubtFool
- 2000: Not Perfumed No Make-up Just LIVE
- 2002: Out of the Ashes
- 2004: Live Too
- 2007: Tor
- 2007: Live Tree (DVD)
- 2020: Aus der Zwischenzeit (USB-Stick)
- 2023: ... und trotzdem (Release 16. Juni 2023)